# Hans-Jürgen Salier
Hans-Jürgen Salier (* 2. April 1944 in Hildburghausen; † 30. Mai 2021 in Coburg) war ein deutscher Pädagoge, Philatelist, Heimatforscher, Autor und Verleger.

## Leben und Beruf
Salier wurde als Halbwaise im ehemaligen Gebäude der Freimaurerloge „Karl zum Rautenkranz“ in Hildburghausen geboren. Er studierte von 1960 bis 1962 am Institut für Lehrerbildung in Meiningen (Abschluss als Unterstufenlehrer) und von 1966 bis 1977 an der Pädagogischen Hochschule Erfurt/Mühlhausen (Fernstudium/Abschluss als Diplomlehrer für Deutsche Sprache und Literatur). Bis 1987 arbeitete Salier als Lehrer an der Zentralen Oberschule, der späteren „Joseph-Meyer-Oberschule“ in Hildburghausen und in der Erwachsenenbildung. 1987 wurde er Buchlektor bei transpress VEB Verlag für Verkehrswesen Berlin für den Fachbereich Philatelie, Numismatik und Nachrichtenverkehr. 1990 gründete er den Verlag Frankenschwelle Hans J. Salier, der ab 1995 als Verlag Frankenschwelle KG bzw. Offizin Hildburghausen GmbH & Co. Verlag Frankenschwelle KG firmierte. Seit 1993 arbeitete er überdies als Mitarbeiter im Druckhaus Offizin Hildburghausen GmbH. 2002 wurde er zudem Leiter des in Augsburg ansässigen Hofmann Verlags (medizinischer Fachverlag). Die Verlagstätigkeit von Hans-Jürgen Salier wurde seit 2006 von dessen Sohn Bastian Salier unter dem Namen Salier Verlag Leipzig und Hildburghausen weitergeführt.
Hans-Jürgen Salier war verheiratet und Vater von zwei Söhnen.

## Philatelie und Postgeschichte
Salier gehörte seit den 60er Jahren zu den bekanntesten und erfolgreichsten Philatelisten in der DDR. Er bekleidete verschiedene Funktionen im Philatelistenverband im Kulturbund der DDR, gründete und leitete 1976 den Arbeitskreis „Postgeschichte Thüringen“ und gehörte dem Zentralvorstand des Philatelistenverbandes an. Von 1987 bis 1990 war er Vorsitzender der Zentralen Leitung der Arbeitskreise Postgeschichte der DDR. Er gab zu diesem Thema zwei Schriftenreihen heraus, verfasste zahlreiche Publikationen und Beiträge in Tageszeitungen sowie der Fachpresse. Er gehörte zum Redaktionsbeirat der Fachzeitschrift „sammler express“. Zwischen 1975 und 1988 erhielt er eine Vielzahl von Goldmedaillen sowie Großen Preisen für seine aerophilatelistischen und postgeschichtlichen Sammlungen bei nationalen und internationalen Ausstellungen. Seine Sammlungen wurden bei fünf Briefmarken-Weltausstellungen gezeigt und mit Großen Silber- sowie Silbermedaillen ausgezeichnet: Venedig, 1976; Toronto, 1978; Sofia, 1979; Wien, 1981, Toronto, 1987. Von 1987 bis 1990 arbeitete er als Lektor bei transpress VEB Verlag für Verkehrswesen Berlin und verantwortete den Fachbereich Philatelie, Numismatik und Nachrichtenverkehr. Das Ministerium für Post- und Fernmeldewesen der DDR verlieh ihm für seine beruflichen und ehrenamtlichen Tätigkeiten die Verdienstmedaille der Deutschen Post.

Hans-Jürgen Salier ist zudem der Entdecker der Hutten-Briefe, die bis 1988 als verschollen galten. Dabei handelt es sich um Expeditionsberichte, die der Welser-Konquistador und Entdecker Philipp von Hutten bei seiner Suche nach El Dorado von Venezuela nach Europa schickte. Sie gelten als die ältesten erhaltenen Briefe, die aus der „Neuen Welt“ versendet wurden. Nach einer ersten wissenschaftlichen Auswertung der Briefe durch den Historiker Eberhard Schmitt, verlegte Hans-Jürgen Salier dessen Buch „Das Gold der Neuen Welt“.

## Heimatforschung
In seinem 1990 gegründeten Verlag Frankenschwelle edierte Salier vor allem heimatgeschichtliche Publikationen zur Region Thüringen und Franken sowie Bücher zur Zeitgeschichte (DDR) und Technikgeschichte. Insgesamt war Salier bis 2006 an der Herausgabe, Lektorierung und Gestaltung von etwa 250 Büchern und Broschüren beteiligt.

Zu den Autoren im Verlag Frankenschwelle gehörten u. a. Helga Rühle von Lilienstern, Reinhold Albert, Norbert Klaus Fuchs, Ralf Werneburg, Horst Jäger, Gerhard Steiner, Berthold Knauer, Walter Werner, Margarete Braungart, Eberhard Schmitt u. a.

Verschiedene Publikationen des Verlages befassten sich auch mit der Forschung zum Fall der „Dunkelgräfin“, die zwischen 1807 und 1837 gemeinsam mit ihrem Begleiter in Hildburghausen und Eishausen lebte und bei der es sich nach der auch von Hans-Jürgen Salier vertretenen Theorie um Marie Thérèse Charlotte von Frankreich (Madame Royale) handeln soll. Das Rätsel um „Dunkelgraf und Dunkelgräfin“ war bis 1990 weitgehend in Vergessenheit geraten und wurde mit den Publikationen im Verlag Frankenschwelle Hans J. Salier wieder ins Bewusstsein gebracht.

Im Jahr 2007 erhielt Salier den Slusizer-Preis für seine publizistischen Verdienste um das Henneberger Land.

## Politische Tätigkeit
Salier wurde im November 1989 Mitglied der LDPD sowie des Neuen Forums. Er war Mitglied des Bürgerkomitees zur Auflösung der Kreisdienststelle Hildburghausen des Ministeriums für Staatssicherheit sowie des Runden Tisches für den Kreis Hildburghausen. Ab 1990 war er Mitglied des Kreistages Hildburghausen für die FDP, ab 1994 Vorsitzender des Kreistagsausschusses für Kultur, Bildung und Sport und zeitweise Mitglied des Verwaltungsrates der Kreissparkasse Hildburghausen sowie Aufsichtsratsmitglied der Henneberg-Kliniken GmbH. Er war aktiv in verschiedenen Bürgerinitiativen und Vereinen, wofür ihm 2014 die Ehrenmedaille des Landrates für besondere Verdienste für den Landkreis Hildburghausen verliehen wurde. Im selben Jahr zeichnete ihn die Ministerpräsidentin des Freistaates Thüringen, Christine Lieberknecht, für sein Wirken in der Zeit der Friedlichen Revolution 1989/90 aus.

## Werke
- Aus der Postgeschichte von Hildburghausen. Philatelistenverband im Kulturbund der DDR, 1976
- mit Kurt Reum: Thurn und Taxissche Ortsaufgabestempel in Thüringen. Philatelistenverband im Kulturbund der DDR, 1989
- mit Peter Fischer: Klassische Briefmarken. transpress, 1989
- mit Heidi Moczarski: Kleine Landkreis-Chronik Hildburghausen. Verlag Frankenschwelle, 1997
- Chronik der Stadt Hildburghausen. Verlag Frankenschwelle, 1999
- mit Bastian Salier: Es ist Frühling und wir sind so frei. Verlag Frankenschwelle, 2000
- mit Gerhard Schätzlein und Reinhold Albert: Grenzerfahrungen Bezirk Suhl – Bayern/Hessen. Bände 2 und 3, Verlag Frankenschwelle, 2005 und 2006
- Themar. 700 Jahre Stadt – 1303 bis 2003. Verlag Frankenschwelle, 2003
- mit Michael Römhild: Hildburghausen unterm Hakenkreuz. Verlag Frankenschwelle, 2005
- mit Berthold Knauer (Hrsg.): Polymertechnik und Leichtbau. Verlag Frankenschwelle, 2006
- Das große Geheimnis von Hildburghausen. Auf den Spuren der Dunkelgräfin. Salier Verlag, 2008; Taschenbuchausgabe, 2012; 2. erweiterte Auflage, 2020
- Kleine Chronik Hildburghausen. Salier Verlag, 2008
- mit Reinhold Albert: Grenzerfahrungen kompakt. Salier Verlag, 2009
- Auf dem Weg zum Erfolg. Die Privatbrauerei Metzler in Dingsleben. Salier Verlag, 2017
- mit Ulrich Metzler: Das Fachwerkdorf Dingsleben. Salier Verlag, 2018
- Stadtgeschichte Hildburghausen. Salier Verlag, 2019
- Im Land der Anderen. Begegnungen mit dem Sozialismus in der DDR. Salier Verlag, 2020
- Das isst kein Schwein. Salier Verlag, 2021
- Wahre Schätze aus der nordböhmischen Küche. Rezepte & Geschichten. Verlag Tschirner & Kosova, 2024